# 38. Szaturnusz-gála
A 38. Szaturnusz-gála a 2011-es év legjobb filmes és televíziós sci-fi, horror és fantasy alakításait értékelte. A díjátadót 2012. július 26-án tartották a kaliforniai Burbankben.

## Győztesek és jelöltek
Forrás:

### Film
| Legjobb sci-fi-film | Legjobb fantasyfilm |
| --- | --- |
| - A majmok bolygója: Lázadás - Sorsügynökség - Amerika Kapitány: Az első bosszúálló - Csúcshatás - Super 8 - X-Men: Az elsők | - Harry Potter és a Halál ereklyéi 2. - A leleményes Hugo - Halhatatlanok - Éjfélkor Párizsban - Muppets - Thor |
| Legjobb horrorfilm vagy filmthriller | Legjobb akciófilm vagy kalandfilm |
| - A tetovált lány - Fertőzés - Az ördög dublőre - Fehér pokol - Take Shelter - A dolog | - Mission: Impossible – Fantom protokoll - Halálos iramban: Ötödik sebesség - Az igazság ára - Red Tails: Különleges légiosztag - Sherlock Holmes 2. – Árnyjáték - Hadak útján |
| Legjobb férfi főszereplő | Legjobb női főszereplő |
| - Michael Shannon – Take Shelter (Curtis LaForche) - Antonio Banderas – A bőr, amelyben élek (Robert Ledgard) - Dominic Cooper – Az ördög dublőre (Latif Yahia / Uday Hussein) - Tom Cruise – Mission: Impossible – Fantom protokoll (Ethan Hunt) - Chris Evans – Amerika Kapitány: Az első bosszúálló (Steve Rogers / Amerika Kapitány) - Ben Kingsley – A leleményes Hugo (Georges Méliès) | - Kirsten Dunst – Melankólia (Justine) - Jessica Chastain – Take Shelter (Samantha LaForche) - Rooney Mara – A tetovált lány (Lisbeth Salander) - Brit Marling – Felettünk a Föld (Rhoda Williams) - Keira Knightley – Veszélyes vágy (Sabina Spielrein) - Elizabeth Olsen – Martha Marcy May Marlene (Martha)                                    |
| Legjobb férfi mellékszereplő | Legjobb női mellékszereplő |
| - Andy Serkis – A majmok bolygója: Lázadás (Caesar) - Ralph Fiennes – Harry Potter és a Halál ereklyéi 2. (Voldemort) - Harrison Ford – Cowboyok és űrlények (Woodrow Dolarhyde) - Tom Hiddleston – Thor (Loki) - Alan Rickman – Harry Potter és a Halál ereklyéi 2. (Perselus Piton) - Stanley Tucci – Amerika Kapitány: Az első bosszúálló (Dr. Abraham Erskine) | - Emily Blunt – Sorsügynökség (Elise Sellas) - Elena Anaya – A bőr, amelyben élek (Vera Cruz) - Charlotte Gainsbourg – Melankólia (Claire) - Paula Patton – Mission: Impossible – Fantom protokoll (Jane Carter) - Lin Shaye – Insidious – A testen kívüli (Elise Rainier) - Emma Watson – Harry Potter és a Halál ereklyéi 2. (Hermione Granger) |
| Legjobb fiatal színész | Legjobb rendező |
| - Joel Courtney – Super 8 (Joseph "Joe" Lamb) - Asa Butterfield – A leleményes Hugo (Hugo Cabret) - Elle Fanning – Super 8 (Alice "Allie" Dainard) - Dakota Goyo – Vasököl (Max Kenton) - Chloë Grace Moretz – A leleményes Hugo (Isabelle) - Saoirse Ronan – Hanna – Gyilkos természet (Hanna Heller) | - J. J. Abrams – Super 8 - Brad Bird – Mission: Impossible – Fantom protokoll - Martin Scorsese – A leleményes Hugo - Steven Spielberg – Tintin kalandjai - Rupert Wyatt – A majmok bolygója: Lázadás - David Yates – Harry Potter és a Halál ereklyéi 2.                                                                                         |
| Legjobb forgatókönyv | Legjobb filmzene |
| - Jeff Nichols – Take Shelter - J. J. Abrams – Super 8 - Woody Allen – Éjfélkor Párizsban - Mike Cahill, Brit Marling – Felettünk a Föld - Rick Jaffa és Amanda Silver – A majmok bolygója: Lázadás - John Logan – A leleményes Hugo | - Michael Giacchino – Super 8 - Michael Giacchino – Mission: Impossible – Fantom protokoll - Howard Shore – A leleményes Hugo - Alan Silvestri – Amerika Kapitány: Az első bosszúálló - John Williams – Tintin kalandjai - John Williams – Hadak útján                                                                                            |
| Legjobb vágás | Legjobb látványtervezés |
| - Paul Hirsch – Mission: Impossible – Fantom protokoll - Maryann Brandon, Mary Jo Markey – Super 8 - Mark Day – Harry Potter és a Halál ereklyéi 2. - Michael Kahn – Tintin kalandjai - Kelly Matsumoto, Fred Raskin, Christian Wagner – Halálos iramban: Ötödik sebesség - Thelma Schoonmaker – A leleményes Hugo | - Dante Ferretti – A leleményes Hugo - Stuart Craig – Harry Potter és a Halál ereklyéi 2. - Tom Foden – Halhatatlanok - Rick Heinrichs – Amerika Kapitány: Az első bosszúálló - Kim Sinclair – Tintin kalandjai - Bo Welch – Thor |
| Legjobb jelmez | Legjobb smink |
| - Alexandra Byrne – Thor - Jenny Beavan – Sherlock Holmes 2. – Árnyjáték - Lisy Christl – Anonymus - Sandy Powell – A leleményes Hugo - Anna B. Sheppard – Amerika Kapitány: Az első bosszúálló - Jany Temime – Harry Potter és a Halál ereklyéi 2. | - Dave Elsey, Fran Needham, Conor O'Sullivan – X-Men: Az elsők - Shaun Smith, Scott Wheeler – Conan, a barbár - Nick Dudman, Amanda Knight – Harry Potter és a Halál ereklyéi 2. - Annick Chartier, Adrien Morot, Nikoletta Skarlatos – Halhatatlanok - Tamar Aviv – A bőr, amelyben élek - Tom Woodruff Jr., Alec Gillis – A dolog               |
| Legjobb különleges effektek | Legjobb nemzetközi film |
| - Dan Lemmon, Joe Letteri, R. Christopher White, Daniel Barrett – A majmok bolygója: Lázadás - Scott E. Anderson, Matt Aitken, Joe Letteri, Matthias Menz, Keith Miller – Tintin kalandjai - Mark Soper, Christopher Townsend, Paul Corbould – Amerika Kapitány: Az első bosszúálló - Scott Benza, John Frazier, Matthew Butler, Scott Farrar – Transformers: A bukottak bosszúja - Tim Burke, Greg Butler, John Richardson, David Vickery – Harry Potter és a Halál ereklyéi 2. - Steven Riley, Russell Earl, Kim Libreri, Dennis Muren – Super 8 | - A bőr, amelyben élek - Idegen arcok - Largo Winch – Az örökös - Melankólia - Visszakézből - A trollvadász |
| Legjobb animációs film | |
| - Csizmás, a kandúr - Tintin kalandjai - Verdák 2. - Kung Fu Panda 2. - Rango - Rio | |

### Televízió

#### Műsorok
| Legjobb televíziós sorozat | Legjobb kábeltelevíziós sorozat |
| --- | --- |
| - A rejtély (Fox) - Szellemdoktor (CBS) - Grimm (NBC) - Egyszer volt, hol nem volt (ABC) - Odaát (The CW) - Terra Nova – Az új világ (Fox)                                        | - Breaking Bad – Totál szívás (AMC) - Amerikai Horror Story (FX) - A főnök (TNT) - Dexter (Showtime) - Lépéselőnyben (TNT) - True Blood – Inni és élni hagyni (HBO)                                                  |
| Legjobb televíziós műsor | Legjobb fiataloknak szóló sorozat |
| - The Walking Dead (AMC) - Camelot (Starz) - Éghasadás (TNT) - Trónok harca (HBO) - Gyilkosság (AMC) - Torchwood: Miracle Day (Starz) - A Star Trek bűvöletében (Science Channel) | - Teen Wolf – Farkasbőrben (MTV) - Being Human - Emberbőrben (SyFy) - Ki vagy, doki? (BBC America) - The Nine Lives of Chloe King (ABC Family) - The Secret CircleThe Secret Circle (The CW) - Vámpírnaplók (The CW) |

#### Színészek
| Legjobb televíziós színész | Legjobb televíziós színésznő |
| --- | --- |
| - Bryan Cranston – Breaking Bad – Totál szívás (AMC) (Walter White) - Sean Bean – Trónok harca (HBO) (Eddard Stark) - Michael C. Hall – Dexter (Showtime) (Dexter Morgan) - Timothy Hutton – Lépéselőnyben (TNT) (Nathan Ford) - Dylan McDermott – Amerikai Horror Story (FX) (Ben Harmon) - Noah Wyle – Éghasadás (TNT) (Tom Mason)                                                                            | - Anna Torv – A rejtély (Fox) (Olivia Dunham) - Mireille Enos – Gyilkosság (AMC) (Sarah Linden) - Lena Headey – Trónok harca (HBO) (Cersei Lannister) - Jessica Lange – Amerikai Horror Story (FX) (Constance Langdon) - Eve Myles – Torchwood: Miracle Day (Starz) (Gwen Cooper) - Kyra Sedgwick – A főnök (TNT) (Brenda Leigh Johnson)                      |
| Legjobb televíziós férfi mellékszereplő | Legjobb televíziós női mellékszereplő |
| - Aaron Paul – Breaking Bad – Totál szívás (AMC) (Jesse Pinkman) - Giancarlo Esposito – Breaking Bad – Totál szívás (AMC) (Gus Fring) - Kit Harington – Trónok harca (HBO) (Havas Jon) - Joel Kinnaman – Gyilkosság (AMC) (Stephen Holder) - John Noble – A rejtély (Fox) (Walter Bishop) - Bill Pullman – Torchwood: Miracle Day (Starz) (Oswald Danes) - Norman Reedus – The Walking Dead (AMC) (Daryl Dixon) | - Michelle Forbes – Gyilkosság (AMC) (Mitch Larsen) - Lauren Ambrose – Torchwood: Miracle Day (Starz) (Jilly Kitzinger) - Jennifer Carpenter – Dexter (Showtime) (Debra Morgan) - Frances Conroy – Amerikai Horror Story (FX) (Moira O'Hara) - Lana Parrilla – Egyszer volt, hol nem volt (ABC) (Regina Mills) - Beth Riesgraf – Lépéselőnyben (TNT) (Parker) |
| Legjobb televíziós vendégszereplő | |
| - Tom Skerritt – Lépéselőnyben (TNT) (Jimmy Ford) - Steven Bauer – Breaking Bad – Totál szívás (AMC) (Don Eladio Vuente) - Orla Brady – A rejtély (Fox) (Elizabeth Bishop) - Mark Margolis – Breaking Bad – Totál szívás (AMC) (Hector "Tio" Salamanca) - Edward James Olmos – Dexter (Showtime) (James Gellar) - Zachary Quinto – Amerikai Horror Story (FX) (Chad Warwick7)                                   | |

### DVD
| Legjobb DVD | Legjobb speciális kiadású DVD |
| --- | --- |
| - Atlasz megremegett: 1. rész - The Perfect Host - A 13-as (film, 2010) - Élet és halál városa - Álcák csapdája - Nem írnek való vidék - A zátony | - Giorgio Moroder Presents Metropolis - Aranypolgár (70th Anniversary Ultimate Collector’s Edition) - Mimic – A júdás faj (The Director’s Cut) - Az Operaház fantomja (Blu-ray Disc version) - Rocketeer (20th Anniversary Edition) - Willy Wonka és a csokigyár (40th Anniversary Collector’s Edition) |
| Legjobb DVD gyűjtemény | Legjobb televíziós műsor DVD |
| - Stanley Kubrick: The Essential Collection (Acéllövedék, Ragyogás, Tágra zárt szemek, 2001: Űrodüsszeia, Lolita, Stanley Kubrick: Egy élet a film tükrében, Spartacus, Mechanikus narancs, Barry Lyndon, Dr. Strangelove, avagy rájöttem, hogy nem kell félni a bombától, meg is lehet szeretni) - Jurassic Park-trilógia (Jurassic Park, Az elveszett világ: Jurassic Park, Jurassic Park III.) - A Gyűrűk Ura-filmtrilógia (Bővített kiadások) (A Gyűrűk Ura: A Gyűrű Szövetsége, A Gyűrűk Ura: A két torony, A Gyűrűk Ura: A király visszatér) - Star Wars: A teljes történet (Star Wars IV. rész – Egy új remény, Star Wars V. rész – A Birodalom visszavág, Star Wars VI. rész – A Jedi visszatér, Star Wars I. rész – Baljós árnyak, Star Wars II. rész – A klónok támadása, Star Wars III. rész – A Sith-ek bosszúja) - Superman: A mozgókép antológia, 1978-2006 (Superman, Superman II., Superman III., Superman IV. – A sötétség hatalma, Superman visszatér) | - Spartacus: Az aréna istenei - The Bionic Woman: 2-3. évad - Camelot: A teljes első évad - Csillagközi szökevények: A teljes sorozat - Nikita: A teljes első évad - Alkonyzóna: 3–5. évad |

### Különdíj
- George Pal Memorial Award: Martin Scorsese
- Életműdíj: Frank Oz, James Remar
- The Filmmakers Showcase Award:: Drew Goddard
- Mérföldkő-díj: A Simpson család
- The Innovator Award: Robert Kirkman
- The Appreciation Award: Jeffrey Ross (a Szaturnusz-gálák műsorvezetéséért)

## Fordítás
- Ez a szócikk részben vagy egészben  a(z)   38th Saturn Awards című angol Wikipédia-szócikk fordításán alapul.  Az eredeti cikk szerkesztőit annak laptörténete sorolja fel. Ez a jelzés csupán a megfogalmazás eredetét és a szerzői jogokat jelzi, nem szolgál a cikkben szereplő információk forrásmegjelöléseként.